# Klaus Friedrich Messerschmidt
Klaus Friedrich Messerschmidt (* 23. Februar 1945 in Sangerhausen) ist ein deutscher Bildhauer, Grafiker und Autor.

## Leben und Werk
Messerschmidt absolvierte von 1961 bis 1963 eine Lehre als Möbeltischler und besuchte von 1963 bis 1966 die Fachschule für angewandte Kunst Schneeberg. Danach studierte er bis 1972 bei Gerhard Lichtenfeld und Martin Wetzel Plastik an der heutigen Burg Giebichenstein Kunsthochschule Halle. Seitdem arbeitet er freischaffend in Merseburg als Bildhauer. 1978 beteiligte er sich in Nagyatát am Bildhauer-Symposium. Er war bis 1990 Mitglied des Verbands Bildender Künstler der DDR.
Neben zahlreichen bildhauerischen Werken ist er als Autor hauptsächlich für den Mitteldeutschen Verlag in Halle (Saale) tätig.

## Bildhauerische Werke (Auswahl)
- Figur in Rot (1973, Holz & Blattgold, bemalt)[1]
- Flugversuch (um 1978, Holz, bemalt; Auftragsarbeit des Zentralrats der FDJ)[2]

- Röckener Bacchanal, Denkmal für Friedrich Nietzsche, Röcken 2000
- Bach-Denkmal (Mühlhausen), Mühlhausen 2009
- Denkmal für die 104. US-Infanteriedivision "Timberwolf", welche die Stadt Halle vor der Zerstörung durch ein Bombardement bewahrte, Halle an der Saale, Steintorpark 2003[3]
- Das Ende Der Krummhälse, Sangerhausen 2003[4]
- Reflexion-Geschichte, Halle 2001
- Denkmal für Walter Cramer, Johannapark Leipzig 1996
- Kreuzigungsgruppe vor roter Wand (Triptychon), Merseburg, Neumarktkirche 1995[5]
- Denkmal für Thomas Müntzer zum 500. Geburtstag, Stolberg 1989

## Literarische Werke (Auswahl)
- Klaus Friedrich Messerschmidt: Das Mysterium des Mehlschwänzchens. Bedenkliche Erinnerungen, Mitteldeutscher Verlag, Halle 2015.
- Klaus Friedrich Messerschmidt: Die Angst Der Spassmacher: Fortlaufende Erinnerungen, Mitteldeutscher Verlag, Halle 2012.
- Klaus Friedrich Messerschmidt: Das sprechende Auge: Lebenslauf deutsch, Halle 2010.

## Ausstellungen (unvollständig)

### Einzelausstellungen
- 1976: Merseburg
- 1995: Ulm, Ulmer Münster
- 1997: Prettin, Schloss Lichtenburg

### Teilnahme an Gruppenausstellungen
- 1977/1978 und 1987/1988: Dresden, VIII. und X. Kunstausstellung der DDR
- 1978: Frankfurt („Junge Künstler der DDR“)
- 1979: Halle (Saale), Bezirkskunstausstellung
- 1979/1980: Dresden, Albertinum („Junge Bildhauerkunst der DDR“)
- 1982: Berlin, Treptower Park („Plastik und Blumen“)
- 1983/1984: Magdeburg, Museum Kloster Unser Lieben Frauen („Junge Bildhauer der DDR“)
- 1996: Weißenfels, Schloss Neu-Augustusburg („Sachsen-Anhalt Süd. Kunst an Saale, Unstrut, Elster“)